# آنا بورکوفسکا
آنا بورکوفسکا (لهستانی: Anna Borkowska - درگذشتهٔ ۲۰۰۸ در تهران) هنرپیشه و مربی آواز لهستانی‌تبار اهل ایران بود. در کودکی، پس از تهاجم نظامی شوروی به لهستان، او به همراه چند تن از اعضای خانواده مجبور به ترک لهستان شدند و به یک اردوی کار اجباری در سیبری در اتحاد جماهیر شوروی سوسیالیستی منتقل شدند. او از لهستانی‌هایی بود که به همراه ارتش آندرس از شوروی خارج شدند و به تهران رفتند.
از فیلم‌ها یا برنامه‌های تلویزیونی که وی در آن نقش داشته‌است می‌توان به بادکنک سفید اثر جعفر پناهی در نقش پیرزنی که به دختر نقش اصلی داستان در پیدا کردن ماهی قرمز کمک می‌کند و مرثیه گمشده اثر خسرو سینایی که روایت‌گر کوچ لهستانی‌ها به ایران است، اشاره کرد.
او در سال ۲۰۰۸ درگذشت و در گورستان دولاب، در قسمت لهستانی‌ها دفن شده‌است.

## یادبود
در ژوئن ۲۰۱۹ در ورشو ایوُنا نویسکا، کارشناس مطالعات ایران، دربارهٔ زندگی بورکوفسکا و زندگیش در لهستان و ایران سخنرانی کرد. عکس‌ها، فیلم‌ها و نوشته‌های بی‌همتایی دربارهٔ از آرشیو نویکا و علیرضا دولتشاهی، پژوهشگر، هم در آن مراسم استفاده شده بود.
در سال ۲۰۲۳ مقاله ایونا نویسکا در مورد بورکوفسکا تحت عنوان «Anna Borkowska, 'Man artist hastam', czyli 'jestem artystką'» (آنا بورکوفسکا، من آرتیست هستم) در ص. ۸۱-۷۷ کتاب «Perskie losy» چاپ ورشو، منتشر شد (شابک: 9788382381320).